# Philippe Omnès
Philippe Louis René Marcel Omnès (* 6. August 1960 in Paris) ist ein ehemaliger französischer Florettfechter. Er wurde Olympiasieger und Weltmeister.

## Erfolge
Philippe Omnès wurde 1990 in Lyon Weltmeister im Einzel, nachdem er bereits 1989 in Denver Vizeweltmeister geworden war. Mit der Mannschaft wurde er auch 1982 in Kapstadt und 1987 in Lausanne Vizeweltmeister und gewann zwei Bronzemedaillen. Viermal nahm Omnès an Olympischen Spielen teil. 1984 belegte er in Los Angeles in der Einzelkonkurrenz den siebten Platz, mit der Mannschaft erreichte er dagegen das Halbfinale, das gegen Italien verloren wurde. Das Gefecht um Bronze gegen Österreich gewann die französische Equipe mit 9:3. Bei den Olympischen Spielen 1988 in Seoul wurde er Neunter im Einzel sowie Sechster mit der Mannschaft. Vier Jahre darauf zog er in Sydney im Einzel ins Finale ein, in dem er Serhij Holubyzkyj besiegte und damit Olympiasieger wurde. Die Mannschaftskonkurrenz schloss er auf Rang sieben ab. Bei seiner letzten Olympiateilnahme 1996 in Atlanta erreichte er nochmals das Viertelfinale. Nach einer Niederlage gegen Franck Boidin belegte er Rang sieben.